# Nizozemska osamosvojitvena vojna
Nizozemska osamosvojitvena vojna ali osemdesetletna vojna (1568 - 1648) med Španijo in nizozemskimi provincami oziroma Republiko Nizozemsko je potekala v dveh delih z vmesnim dvanajstletnim premirjem (1609 - 1621). Opisana je v dveh prispevkih:
- nizozemska osamosvojitvena vojna (prvi del) 1568 - 1609
- nizozemska osamosvojitvena vojna (drugi del) 1621 - 1648

Španija je priznala Republiki Nizozemski neodvisnost z mirovno pogodbo leta 1648 . Mirovna pogodba je sestavni del vestfalskega miru.